# Суперкубок Ізраїлю з футболу 1957
Суперкубок Ізраїлю з футболу 1957 — 1-й неофіційний розіграш турніру. Матч відбувся 23 листопада 1957 року між чемпіоном Ізраїлю клубом Хапоель (Тель-Авів) та володарем кубка Ізраїлю клубом Хапоель (Петах-Тіква).
| Володар Суперкубка Ізраїлю 1957  |
| -------------------------------- |
|                                  |
| Хапоель (Тель-Авів) Перший титул |

## Матч

### Деталі
| 23 листопада 1957 |

| Хапоель (Тель-Авів)      | 3:0 | Хапоель (Петах-Тіква) |
| ------------------------ | --- | --------------------- |
| С.Дукас 12', 78' Тіш 39' |     |                       |

| Баса, Тель-Авів Глядачів: 6 000 Арбітр: Вернер |